# Edward Fegen
Le capitaine de vaisseau Edward Stephen Fogarty Fegen VC, SGM (8 octobre 1891 - 5 novembre 1940), est un récipiendaire de la Croix de Victoria, la plus haute et prestigieuse récompense pour bravoure face à l'ennemi des forces britanniques et du Commonwealth.

## Jeunesse et début de carrière
Fils de Frederick Fogarty Fegen et de Catherine Mary Fegen, Edward Fegen naquit à Southsea, dans le Hampshire, en 1981 mais était d'ascendance irlandaise.
À l'âge de 12 ans, il intégra à Osborne le collège royal de la marine (Royal Naval College) avant d'être nommé aspirant (Midshipman) sur le HMS Dreadnought le 15 mai 1909,. Il devint ensuite enseigne de vaisseau (sub-lieutenant) le 15 mai 1912 et lieutenant de vaisseau (lieutenant) le 15 octobre 1913.

### Première Guerre mondiale
Deux jours après le début du conflit, alors affecté sur le HMS Amphion, Edward Fegen survit au naufrage du navire qui avait sauté sur une mine. Durant le reste de la guerre, il sert sur plusieurs navires : le HMS Faulknor (en), le torpilleur no 26 et le contre-torpilleur HMS Moy (en). Pour ces deux derniers navires, il y servit en tant que commandant en second,.
Au début de l'année 1918, Edward Fegen se distingua dans le cadre d'une opération de sauvetage en mer. Le 28 mars 1918, alors qu'il remontait la Manche en convoi, le navire britannique War Knight entra en collision avec un pétrolier des États-Unis d'Amérique, l'O.B. Jennings. La naphte que transportait ce dernier s'embrasa et les eaux qui environnaient les deux navires étaient en flammes. Le commandant de l'O.B. Jenningsdonna l'ordre de mettre l'ensemble des embarcations de sauvetage disponibles à bâbord — ceux du flanc tribord ayant brûlé — à la mer tandis que lui-même restait à bord avec le chef mécanicien, le second capitaine et de trois autres hommes. Le HMS Garland, commandé par le lieutenant Fegen, avec d'autres contre-torpilleurs, se rendaient sur les lieux pour porter assistance lorsque fut aperçue une des embarcations de l'O.B. Jennings qui prenait l'eau. Après avoir secouru les hommes de l'embarcation, le Garland se mit en position le long du navire embrasé et évacua l'ensemble des marins encore à bord. Les marins des embarcations furent ensuite récupérés et la totalité des quatre officiers et 22 marins furent ainsi sauvés. Parce que le lieutenant de vaisseau Fegen manœuvra son navire de manière habile durant ce sauvetage malgré la difficulté de la situation tandis que le quartier-maître Driscoll (en) tenait la barre et vérifiait que les ordres pour la salle des machines étaient appliqués, les deux reçurent en récompense la médaille du courage en mer. La médaille lui fut accordée le 18 mars 1919.

## Service durant l'entre-deux-guerres
Durant l'entre-deux-guerres,, à la suite de sa promotion au grade de lieutenant commander (capitaine de corvette), Edward Fegen fut affecté à divers navires, notamment en tant que commandant (commanding officer) ou commandant en second (executive officer) comme le contre-torpilleur HMS Volunteer ou le navire-école HMS Colossus (en).
Entre 1927 et 1929, à la suite de sa promotion au grade de commander, Edward Fegen fut détaché au sein de la nouvelle marine de guerre australienne et servit, entre 1928 et 1929, de commandant en second de l'école royale de la marine australienne située à Jervis Bay, sur la côte sud de la Nouvelle-Galles-du-Sud. Par une pure coïncidence, le navire avec lequel il aura connu la gloire et la mort portait le nom de cette baie.
De retour au sein de la marine royale britannique, il fut affecté entre 1930 et 1932 sur le HMS Suffolk qui était basé en Chine. Outre des félicitations de l'Amirauté, Edward Fegen fut décoré le 3 octobre 1931 par le royaume des Pays-Bas pour avoir mené le sauvetage, en mer de Chine méridionale, de l'équipage du Hedwig.
Il exerça ensuite, entre 1932 et 1934, à la tête de l'école de lutte anti-sous-marine HMS Osprey (en) avant de recevoir, à partir de 1935, le commandement de plusieurs croiseurs de la flotte de réserve.

## Deuxième Guerre mondiale
Affecté au début du conflit sur le croiseur léger HMS Emerald, Edward Fegen fut promu, à titre temporaire, Captain (capitaine de vaisseau) et transféré sur le croiseur auxiliaire HMS Jervis Bay,.
C'est à la tête de ce navire, qu'il commis l'acte lui ayant valu de recevoir la croix de Victoria.
Le 5 novembre 1940, il escortait un convoi de 37 navires, nommé HX-84, lorsque celui-ci fut assailli par le « cuirassé de poche » Admiral Scheer. Malgré sa très large infériorité, Edward Fegen engagea le combat afin de permettre la dispersion du convoi et tint pendant 22 minutes bien que son bras droit fut fracassé avant de mourir dans la destruction du pont sur lequel il se trouvait. Il disparut avec son navire mais permit à 32 navires du convoi, dont le SS San Demetrio (en), de s'échapper.

## Hommages

### Citation par Winston Churchill
Winston Churchill mentionna son nom dans son discours du 13 mai 1945 pour avoir défendu l'honneur de l'Irlande :
« When I think of these days I think also of other episodes and personalities. I do not forget Lieutenant-Commander Esmonde, V.C., D.S.O., Lance-Corporal Kenneally, V.C., Captain Fegen, V.C., and other Irish heroes that I could easily recite, and all bitterness by Britain for the Irish race dies in my heart. I can only pray that in years which I shall not see, the shame will be forgotten and the glories will endure, and that the peoples of the British Isles and of the British Commonwealth of Nations will walk together in mutual comprehension and forgiveness. »
— Winston Churchill, Forward, Till the Whole Task is Done

« Lorsque je repense à ces jours, je pense également à d'autres épisodes et personnalités. Je ne peux oublier le capitaine de corvette Esmonde (en), VC, DSO ; le caporal Kenneally (en), VC ; le capitaine de vaisseau Fegen, VC, et les noms d'autres héros irlandais que je pourrais aisément réciter, et toute l'amertume des morts irlandais pour le Royaume-Uni dans mon cœur. Je peux seulement prier que dans les années que je ne verrai pas, la honte puisse être oubliée, que la gloire reste et que les peuples des îles britanniques et du Commonwealth des Nations marchent ensemble dans la compréhension mutuelle et le pardon. »
— Forward, Till the Whole Task is Done

### Citation pour la croix de Victoria
L'obtention de la croix de Victoria fut publiée le 22 novembre 1940 au bulletin officiel avec cet citation.
« The King has been graciously pleased to approve the award of the VICTORIA CROSS to the late Commander (acting Captain) Edward Stephen Fogarty Fegen, Royal Navy[.] for valour in challenging hopeless odds and giving his life to save the many ships it was his duty to protect.
On the 5th of November, 1940, in heavy seas, Captain Fegen, in His Majesty's Armed Merchant Cruiser Jervis Bay, was escorting thirty-eight Merchantmen. Sighting a powerful German warship he at once drew clear of the Convoy, made straight for the Enemy, and brought his ship between the Raider and her prey, so that they might scatter and escape. Crippled, in flames, unable to reply, for nearly an hour the Jervis Bay held the German's fire. So she went down: but of the Merchantmen all but four or five were saved. »
« Le roi a offert gracieusement son approbation pour l'accord de la croix de Victoria pour feu le capitaine de frégate (capitaine de vaisseau à titre provisoire) Edward Stephen Fogarty Fegen, de la marine royale pour courage dans un combat sans espoir et avoir donné sa vie pour sauver nombre des navires qu'il avait pour mission de protéger.
Le 5 novembre 1940, dans une mer agitée, le capitaine de vaisseau Fegen, à la tête du croiseur auxiliaire de sa majesté Jervis Bay, escortait trente-huit navires marchands. Repérant un puissant navire de guerre allemand, il s'interposa aussitôt, s'avança vers l'ennemi et plaça son navire entre le prédateur et ses proies qui se dispersèrent. Paralysé, en flamme, incapable de se replier, le Jervis Bay soutint le feu de l'Allemand pendant près d'une heure. Aussi sombra-t-il mais tous les navires marchands, sauf quatre ou cinq, furent sauvés. »

### Monuments
Plusieurs monuments commémoratifs ont été érigés en son souvenir, :
- un stèle de granite à Saint-Jean au Nouveau-Brunswick ;
- un cadran solaire à Hamilton, aux Bermudes ;
- une plaque au Chatham Naval Memorial ;
- une gerbe de cuivre et d'or au Seaman's Institute de Wellington ;
- un vitrail de la mission des navigateurs de Docklands (en)